# Ratemia
Ratemia – rodzaj wszy należący do rodziny Ratemiidae, pasożytujących na koniowatych i powodujących chorobę zwaną wszawicą.
Gatunki należące do tego rodzaju nie posiadają oczu. Antena składa się z 5 segmentów bez wyraźnego dymorfizmu płciowego. Przednia para nóg jest wyraźnie mniejsza i słabsza, zakończona słabym pazurem. Środkowa i tylna para nóg wyraźnie większa od przedniej pary.
Ratemia stanowią rodzaj składający się obecnie z 3 gatunków:
- Ratemia asiatica (Chin, 1981)
- Ratemia bassoni (Fiedler and Stampa, 1958)
- Ratemia squamulata